# Manolo Florentino
Manolo Garcia Florentino (Baixo Guandu, 1958 – Rio de Janeiro, 12 de março de 2021) foi um historiador, colunista, escritor e professor brasileiro especialista em história da escravidão nas Américas. Foi professor do Instituto de História da Universidade Federal do Rio de Janeiro (UFRJ). Foi casado com a também professora da UFRJ, Cacilda Machado com quem teve a filha Maria.

## Biografia

### Formação profissional
Florentino graduou-se no curso de História na Universidade Federal Fluminense (UFF) no ano de 1981. No ano de 1985, concluiu seu mestrado, em estudos africanos, no Colégio de México (COLMEX) com o título de La Trata Atlántica y las Sociedades Agrárias del Africa Occidental (Ensayo Sobre las Consecuéncias del Tráfico Negrero en la Agricultura del Oeste Africano, c. 1450-c.1800).
Retornou à UFF para realizar o doutorado, que completou em 1991 sob orientação de Ciro Flamarion Cardoso. Seu trabalho no doutorado foi  Em Costas Negras: Um Estudo Sobre o Tráfico de Escravos Africanos para o Porto do Rio de Janeiro. c. 1790-c. 1835, em que Florentino faz uma grande análise dos africanos escravizados chegados no Rio de Janeiro, então capital federal do país.

### Carreira profissional
Em 1988, tornou-se professor do Instituto de História, na época ainda chamado de Departamento de História, da Universidade Federal do Rio de Janeiro (UFRJ) através de concurso público. Aposentou-se pela mesma instituição em 2019.
Entre os anos 2013 e 2015 foi presidente da Fundação Casa de Rui Barbosa. Também atuou como colunista da Folha de S.Paulo no caderno Mais!.

## Vida pessoal
Foi casado com a professora Cacilda Machado, que também atuou como professora da UFRJ. O casal teve uma filha, Maria.

## Morte
Manolo morreu no Rio de Janeiro, em março de 2021, vítima de uma parada cardiorrespiratória.

## Legado
Manolo é considerado um dos maiores historiadores do Brasil no assunto da escravidão. Na nota de pesar escrita pelo Instituto de História da UFRJ, disse que o professor deixou "marcas indeléveis nas instituições em que trabalhou" e que "Manolo marcou definitivamente a historiografia brasileira.
A historiadora Lília Moritz Schwarcz disse que "Manolo era um pesquisador muito importante no que se refere à história da escravidão no Brasil mas também pelas Américas. Nos últimos 30 anos revolucionou a concepção do que é escravidão, mostrando sim como os escravizados eram vítimas, mas também como tinham ação, como tinham relevância."
A Associação Naciona de História Seção Rio de Janeiro (ANPUH - RJ) afirmou que "A historiografia brasileira perdeu hoje um de seus grandes historiadores", Manolo Florentino "renovou a historiografia acerca do tráfico atlântico de negros escravizados e formulou novas análises sobre a sociedade e a economia do período" e "contribuiu para o desvelamento de questões complexas sobre a economia escravista, possibilitando novos olhares sobre a África e os africanos no Brasil.

## Livros publicados
- 1995 - Em costas negras: uma história do tráfico de escravos entre a África e o Rio de Janeiro (séculos XVIII e XIX) - Ed. Companhia das Letras.[17]
- 1996 - O Arcaísmo como projeto (em parceria com João Fragoso) - Ed. Diadorim.[18]
- 1997 - A paz das senzalas (em parceria com José Roberto Góes Neves) - Ed. da Unesp.[19]
- 2005 - Tráfico, cativeiro e liberdade: Rio de Janeiro, séculos XVII-XIX - Ed. Record.[20]
- 2008 - Trabalho compulsório e trabalho livre na história do Brasil - Ed. da Unesp.[21]
- 2010 - Impérios ibéricos em comarcas americanas: estudos regionais de história colonial brasileira e neogranadina - Ed. 7Letras.[21]

## Prêmios
- Comenda da Ordem Nacional do Mérito Científico (2009).[22]
- Prêmio Arquivo Nacional de Pesquisa (1993).[14]